# Chrysometa heredia
Chrysometa heredia är en spindelart som beskrevs av Claude Lévi 1986. Chrysometa heredia ingår i släktet Chrysometa och familjen käkspindlar.
Artens utbredningsområde är Costa Rica. Inga underarter finns listade i Catalogue of Life.